# Battaglia di Pornic
La battaglia di Pornic è stata una battaglia della prima guerra di Vandea combattuta il 22 marzo e il 27 marzo 1793 a Pornic.

## La battaglia del 22 marzo
Dopo la presa di Machecoul i vandeani decisero di prendere Pornic. Così 4 000 insorti guidati dal marchese de La Roche Saint-André attaccano la città il 22 marzo, in quel momento la guarnigione repubblicana non era presente così poterono occuparla facilmente. Tuttavia i contadini saccheggiarono la città e poi iniziarono a festeggiare la vittoria e la sera la maggior parte di loro era ubriaca e stanca, i repubblicani di ritorno a Pornic approfittarono della situazione e presero di sorpresa i vandeani uccidendone 200 nel sonno e catturandone 300, il resto degli insorti si fece prendere dal panico e si diede alla fuga non accorgendosi di essere in superiorità numerica. Il giorno dopo i 300 prigionieri vandeani furono fucilati, quel giorno morirono in totale 514 persone.

## La battaglia del 27 marzo
Il 27 marzo, François Charette lanciò un nuovo attacco su Pornic alla testa di 8 000 uomini che senza troppa difficoltà mandarono in rotta la guarnigione repubblicana. Charette questa volta impedì ai suoi di saccheggiare la città, tuttavia alcuni repubblicani si erano barricati nelle loro case e così Charette decise di incendiarle per farli uscire alla fine una cinquantina di case verranno distrutte.